# Давид Мигел
Давид Мигел ди Соза Арканжо (порт. David Miguel de Souza Arcanjo; родился 3 апреля 2007) — бразильский футболист, атакующий полузащитник клуба «Санта-Круз», выступающий на правах аренды за клуб «Куяба».

## Клубная карьера
Уроженец Ресифи (Пернамбуку), Давид является воспитанником футбольной академии клуба «Санта-Круз». В январе 2024 года отправился в аренду в клуб «Куяба», аренда предусматривала опцию выкупа контракта. 20 ноября 2024 года дебютировал в основном составе «Куябы», выйдя на замену в матче бразильской Серии A против «Фламенго». 17-летний Давид Мигел стал самым молодым дебютантом в истории клуба. После финального свистка пересёк всё футбольное поле на коленях, выполнив обещание, которое он дал своему дяде, который умер от сердечного приступа в прошлом году.